# Sokołowice (Sokołowice)
Sokołowice – kolonia wsi Sokołowice w Polsce, położona w województwie dolnośląskim, w powiecie oleśnickim, w gminie Oleśnica.
W latach 1975–1998 kolonia należała administracyjnie do województwa wrocławskiego.